# کوچک‌دیگ سید
 کوچک‌دیگ سید، روستایی است از توابع بخش مرکزی شهرستان گنبد کاووس در استان گلستان ایران.

## جمعیت
این روستا در دهستان باغلی ماراما قرار داشته و براساس سرشماری سال ۱۳۸۵جمعیت آن ۶۱۲نفر (۱۳۶خانوار) بوده است.